# Costică Ștefănescu
Costică Ștefănescu (Bucarest, 26 de marzo de 1951 - ibídem, 20 de agosto de 2013) fue un entrenador y jugador de fútbol profesional rumano que jugaba en la demarcación de defensa.

## Biografía
Costică Ștefănescu debutó como futbolista profesional en 1969 con el Steaua de Bucarest, equipo en el que milita desde 1965 en las filas inferiores del club. Tras cuatro temporadas en el club y haber ganado una copa de Rumania. En 1973 fue fichado por el FC Universitatea Craiova. Fue el equipo en el que más tiempo permaneció, un total de trece temporadas en las que marcó 10 goles en 378 partidos jugados. Además ganó tres Liga I y cuatro copas de Rumania. En 1977 fue convocado por la selección de fútbol de Rumanía. Tras 66 partidos jugados con la selección, fue convocado por última vez en 1985. En 1986 Ștefănescu fue traspasado al FC Brașov, convirtiéndose en jugador-entrenador. En 1988 se retiró como futbolista, aunque continuó como entrenador del club rumano. En 1990 fichó por el Steaua de Bucarest. Además entrenó al Al-Wakrah SC, FCM Bacău, FC Politehnica Timișoara, FC Astra Giurgiu, FCM Reșița, Hapoel Holon FC, Al-Mesaimeer SC, Al-Jaish SC, FC Universitatea Craiova, Al-Wahda Damasco, Najran SC, Al Tadamun SC y al Al-Shamal SC, club en el que se retiró como entrenador en 2012.
Costică Ștefănescu sufría desde hace unos años una enfermedad incurable. Finalmente falleció el 20 de agosto de 2013 a los 62 años de edad tras suicidarse al saltar desde el balcón de su piso.

## Clubes

### Como futbolista
| Club                     | País    | Año         | Partidos | Goles |
| ------------------------ | ------- | ----------- | -------- | ----- |
| Steaua de Bucarest       | Rumania | 1969 - 1973 | 77       | 9     |
| FC Universitatea Craiova | Rumania | 1973 - 1986 | 378      | 10    |
| FC Brașov                | Rumania | 1986 - 1988 | 35       | 0     |

### Como entrenador
| Club                                       | País           | Año         |
| ------------------------------------------ | -------------- | ----------- |
| FC Brașov                                  | Rumania        | 1986 - 1989 |
| Steaua de Bucarest                         | Rumania        | 1990        |
| Al-Wakrah SC                               | Catar          | 1991 - 1992 |
| FCM Bacău                                  | Rumania        | 1992 - 1993 |
| FC Politehnica Timișoara                   | Rumania        | 1993 - 1994 |
| Selección de fútbol de Rumanía (asistente) | Rumania        | 1994 - 1998 |
| FC Astra Giurgiu                           | Rumania        | 1999 - 2000 |
| FCM Reșița                                 | Rumania        | 2000 - 2001 |
| Hapoel Holon FC                            | Israel         | 2001 - 2002 |
| Al-Mesaimeer SC                            | Catar          | 2003        |
| Al-Jaish SC                                | Siria          | 2003 - 2005 |
| FC Universitatea Craiova                   | Rumania        | 2006        |
| Al-Wahda Damasco                           | Siria          | 2007        |
| Najran SC                                  | Arabia Saudita | 2008 - 2009 |
| Al Tadamun SC                              | Kuwait         | 2009        |
| Al-Jaish SC                                | Siria          | 2010 - 2011 |
| Al-Shamal SC                               | Catar          | 2012        |

## Palmarés

### Jugador
Steaua de Bucarest
- Copa de Rumania: 1970

FC Universitatea Craiova
- Liga I: 1974, 1980, 1981
- Copa de Rumania: 1977, 1978, 1981, 1983